# Dendrita

Estructura de una neurona clásica.

Las dendritas (del gr. δένδρον déndron «árbol») son prolongaciones protoplásmicas ramificadas, bastante cortas de la neurona, dedicadas principalmente a la recepción de estímulos y, secundariamente, a la alimentación celular. Son terminales de las neuronas; y sirven como receptores de impulsos nerviosos provenientes desde un axón perteneciente a otra neurona. Su principal función es recibir los impulsos de otras neuronas y enviarlas hasta el soma de la neurona.
Las dendritas nacen como prolongaciones numerosas y ramificadas desde el cuerpo celular. Sin embargo en las neuronas sensitivas espinales se interpone un largo axón entre las dendritas y el pericarion. A lo largo de las dendritas existen las espinas dendríticas, pequeñas prolongaciones citoplasmáticas, que son sitios de sinapsis. El citoplasma de las dendritas contiene mitocondrias, vesículas membranosas, microtúbulos y neurofilamentos.
Poseen quimiorreceptores capaces de reaccionar con los neurotransmisores enviados desde las vesículas sinápticas de la neurona presináptica siendo fundamentales para la correcta transmisión de los impulsos quimioeléctricos a través de la vía nerviosa.

## Conducción nerviosa
El árbol dendrítico, junto con el pericarion, constituyen partes receptivas de la célula; y son esenciales en la transmisión del impulso nervioso. Esto se debe a que, en respuesta al estímulo por otras células, el potencial de membrana de una célula excitable se despolariza. Es precisamente cuando este potencial se despolariza más allá de un cierto umbral, que se dispara un potencial de acción, el cual se propaga por la membrana, atenuándose conforme se alejan del punto excitado.
Las dendritas presentan espinas dendríticas, pequeñas prolongaciones que aumentan la superficie y que se encargan de recibir la información. La atrofia o desarrollo deficiente de estas espinas está relacionada con déficits cognitivos, en particular, su inadecuada formación se asocia a síndromes como la trisomía 21.